# Dedo médio
O dedo médio, dedo longo ou dedo alto é o terceiro dedo da mão humana, que fica entre o dedo indicador e o dedo anelar. Normalmente, é o dedo mais longo. Na anatomia, também é conhecido como terceiro dedo, digitus medius, digitus tertius ou digitus III.
O dedo médio é muito usado ao estalar os dedos junto com o polegar.

## Como gesto obsceno
No Ocidente, levantar o dedo médio (sozinho ou junto com o dedo indicador no Reino Unido: veja sinal V) é um gesto ofensivo e obsceno, bastante reconhecido como uma forma de insulto, por se parecer com um pênis ereto. Na forma coloquial, é conhecido como "lançar o pássaro", "lançar (alguém) fora", ou "dar (alguém) o dedo ". Da mesma forma, pode-se estender os dedos médio, anelar e indicador para alguém e dizer "leia nas entrelinhas".